# Гуморальний імунітет
Гуморальний імунітет – це частина імунітету, яка опосередковується макромолекулами, включаючи секретовані антитіла, білки комплементу та певні антимікробні пептиди, розташовані в позаклітинній рідині. Гуморальний імунітет названий так тому, що він включає речовини, що містяться в гуморах або рідинах організму. Він контрастує з клітинним імунітетом. Гуморальний імунітет також називають імунітетом, опосередкованим антитілами.
Вивчення молекулярних і клітинних компонентів, які утворюють імунну систему, включаючи їх функції та взаємодію, є центральною задачею імунології. Імунна система поділяється на більш примітивну вроджену імунну систему та набуту або адаптовану імунну систему хребетних, кожна з яких містить елементи гуморального та клітинного імунітету.
Гуморальний імунітет стосується виробництва антитіл і супутніх процесів, які його супроводжують, включаючи: активацію Т-хелперів і продукцію цитокінів, формування зародкового центру та перемикання ізотипу, а також дозрівання афінності та генерацію клітин пам’яті. Також він стосується ефекторних функцій антитіл, які включають нейтралізацію патогенів і токсинів, класичну активацію комплементу, опсонізацію та елімінації патогенів. 

## Історія
Поняття про гуморальний імунітет розроблено на основі аналізу антибактеріальної активності компонентів сироватки крові. Винайдення гуморальної теорії приписують Гансу Бюхнеру.  У 1890 році він описав «алексини», які існують у сироватці крові та інших рідинах організму та здатні вбивати мікроорганізми. Було показано, що алексини (пізніше перевизначені як «комплементи») Паулєм Ерліхом, є розчинними компонентами вродженої відповіді організму, яка призводить до поєднання клітинного та гуморального імунітету. Це відкриття допомогло поєднати особливості вродженого та набутого імунітету. 
Після відкриття в 1888 році бактерій, які викликають дифтерію та правець, Еміль фон Берінг і Кітасато Шибасабуро показали, що захворювання не обов’язково спричиняють самі мікроорганізми. Вони виявили, що для появи захворювання достатньо дії безклітинних фільтратів. У 1890 році фільтрати дифтерії, пізніше названі дифтерійними токсинами, використовувалися для вакцинації тварин у спробі продемонструвати, що імунізована сироватка містить антитоксин, який може нейтралізувати активність токсину та передавати імунітет неімунним тваринам.  У 1897 році Пауль Ерліх показав, що антитіла утворюються проти рослинних токсинів рицину та абрину, і припустив, що вони відповідають за імунітет.  Ерліх разом зі своїм колегою фон Берінгом продовжив розробку дифтерійного антитоксину, який став першим великим успіхом сучасної імунотерапії.  Відкриття конкретних сумісних антитіл стало головним інструментом у стандартизації імунітету та ідентифікації затяжних інфекцій . 
| Речовина                              | діяльність | Відкриття                               |
| ------------------------------------- | --- | --------------------------------------- |
| Алексин(и)/ комплемент (и)            | Розчинні компоненти в сироватці, які здатні вбивати мікроорганізми                                                                                      | Бюхнер (1890), Ерліх (1892)             |
| Антитоксини                           | Речовини в сироватці крові, здатні нейтралізувати активність токсинів, уможливлюючи пасивну імунізацію                                                  | фон Берінг і Шибасабуро (1890)          |
| Бактеріолізини                        | Сироваткові речовини, які взаємодіють з білками комплементу, викликають лізис бактерій                                                                  | Річард Пфайффер (1895)                  |
| Бактеріальні аглютиніни і преципітини | Сироваткові речовини, що агрегують бактерії і осаджують бактеріальні токсини                                                                            | фон Грубер і Дарем (1896), Краус (1897) |
| Гемолізини                            | Сироваткові речовини, які діють з комплементами і руйнують еритроцити                                                                                   | Жюль Борде (1899)                       |
| Опсоніни                              | Речовини сироватки, які покривають зовнішню мембрану сторонніх частинок і підвищують швидкість фагоцитозу макрофагами                                   | Райт і Дуглас (1903)                    |
| Антитіла                              | Оригінальне відкриття (1900), гіпотеза зв’язування антиген-антитіло (1938), продукція В-клітинами (1948), структура (1972), гени імуноглобулінів (1976) | Ерліх                                   |

## Антитіла
Антитіла або імуноглобуліни - це глікопротеїни, що знаходяться в крові та лімфі. За структурою антитіла являють собою великі Y-подібні глобулярні білки. У ссавців існують п’ять типів антитіл: імуноглобулін А, імуноглобулін D, імуноглобулін Е, імуноглобулін G та імуноглобулін М. Кожен клас імуноглобулінів відрізняється своїми біологічними властивостями та еволюціонував для взаємодії з різними антигенами.  Антитіла синтезуються і виділяються плазматичними клітинами, які походять від В-клітин імунної системи.
Антитіло використовується набутою імунною системою для ідентифікації та нейтралізації сторонніх об’єктів, таких як бактерії та віруси. Кожне антитіло розпізнає специфічний антиген, унікальний для його мішені. Зв’язуючи свої специфічні антигени, антитіла можуть спричиняти аглютинацію та преципітацію комплексів антитіло-антиген, сприяти фагоцитозу макрофагами та іншими клітинами, блокувати вірусні рецептори та стимулювати інші імунні відповіді, такі як система комплементу .
Переливання несумісної крові викликає реакцію, яка опосередковується гуморальною імунною відповіддю. Цей тип реакції, який називається гострою гемолітичною реакцією, призводить до швидкого руйнування (гемолізу) еритроцитів донора антитілами хазяїна. Причиною, як правило, є технічна помилка, наприклад введення одиниці крові не тому пацієнту. Симптомами є гарячка та озноб, іноді біль у спині та рожева або червона сеча (гемоглобінурія). Основним ускладненням є те, що гемоглобін, який виділяється в результаті руйнування еритроцитів, може викликати гостру ниркову недостатність .

## Вироблення антитіл
У гуморальній імунній відповіді наївні В-клітини починають процес дозрівання в кістковому мозку, отримуючи рецептори В-клітин (BCR) на клітинній поверхні.  Ці BCR є мембранозв’язаними білковими комплексами, які мають високу спорідненість до специфічних антигенів. Їх специфічність походить від амінокислотної послідовності важких і легких поліпептидних ланцюгів, які складають варіабельну ділянку BCR.  Коли BCR взаємодіє з антигеном, він створює сигнал зв’язування, який змушує В-клітину виробляти унікальне антитіло, яке зв’язується лише з цим антигеном. Потім зрілі В-клітини мігрують із кісткового мозку до лімфатичних вузлів або інших лімфатичних органів, де вони починають з'єднуватися з патогенами.

Крок 1: макрофаг поглинає патоген. Крок 2: макрофаг перетравлює бактерію та представляє антигени збудника. Крок 3: Т-хелперна клітина зв’язується з макрофагом і стає активованою Т-хелперною клітиною. Крок 4: активована Т-хелперна клітина зв’язується з В-клітиною, щоб активувати В-клітину. Крок 5: деякі В-клітини перетворюються на плазматичні клітини та вивільняються в кров, інші В-клітини стають В-клітинами пам’яті, які прискорюють реакцію на повторну зустріч за антигеном. Крок 6: плазматичні клітини виділяють антитіла, які зв’язуються з антигенами для боротьби з патогенами

### Активація В-клітин
Коли В-клітина стикається з антигеном, антиген зв’язується з рецептором і потрапляє всередину В-клітини шляхом ендоцитозу . Антиген обробляється і знову представляється на поверхні B-клітин білками ГКГС II. Білки ГКГС II розпізнаються Т-хелперами, які продукують білки, дозволяючи В-клітинам розмножуватися, а їх нащадкам диференціюватися в клітини, що секретують антитіла, які викидаються у кров.  В-клітини можуть бути активовані певними мікробними агентами без допомоги Т-клітин і мають здатність взаємодіяти безпосередньо з антигенами, що забезпечує відповідь на присутні патогени. 

### Проліферація В-клітин
В-клітина чекає, поки Т-хелпер (TH) зв’яжеться з комплексом антиген-ГКГС ІІ. Це зв’язування активує ТН, який потім вивільняє цитокіни, які спонукають В-клітини швидко ділитися, утворюючи тисячі ідентичних клонів. Ці дочірні клітини стають або плазматичними клітинами, або клітинами пам'яті. В-клітини пам'яті залишаються неактивними. Пізніше, коли ці B-клітини пам’яті стикаються з тим самим антигеном внаслідок повторного зараження, вони швидко діляться й утворюють плазматичні клітини. У свою чергу, плазматичні клітини виробляють велику кількість вільних антитіл, які виділяються в кровоносну систему .

### Реакція антиген-антитіло
Антитіла стикаються з антигенами та зв’язуються з ними. Це або перешкоджатиме хімічній взаємодії між клітинами хазяїна і чужорідними клітинами, або вони можуть утворювати містки між антигенними ділянками, що перешкоджає їх належному функціонуванню. Присутність антитіл може також привабити макрофаги або клітини-кілери для атаки та фагоцитозу .

## Система комплементу
Система комплементу — це біохімічний каскад вродженої імунної системи, який допомагає очистити організм від патогенів. Він походить від багатьох малих білків плазми крові, які працюють разом, щоб уразити плазматичну мембрану клітини-мішені і викликати її цитоліз. Система комплементу складається з більш ніж 35 розчинних і зв’язаних з клітинами білків, 12 з яких беруть безпосередню участь у шляхах трансляції комплементу.  Система комплементу бере участь у діяльності як вродженого, так і набутого імунітету.
Активація цієї системи призводить до цитолізу, хемотаксису, опсонізації, імунного очищення та запалення, а також до маркування патогенів для фагоцитозу. Її білки становлять 5% фракції глобулінів сироватки. Більшість цих білків циркулює як зимогени, які є неактивними до протеолітичного розщеплення . 
Три біохімічні шляхи активують систему комплементу: (і) класичний шлях комплементу, (іі) альтернативний шлях комплементу та (ііі) шлях манозо-зв'язувального лектину.  Ці процеси відрізняються лише процесом активації C3 конвертази,  який є початковим етапом активації комплементу, і подальшим єдиним процесом.
Класичний шлях починається через вплив вільно плаваючих антиген-зв’язаних антитіл. Це призводить до ферментативного розщеплення менших субодиниць комплементу, які синтезуються з утворенням C3 конвертази.

Активація В-клітин є значною частиною гуморальної імунної відповіді.

Це відрізняється від манозо-зв'язувального лектинового шляху, який ініціюється бактеріальними вуглеводними молекулами, такими як маноза, що знаходяться на поверхні бактерії. Після процесу зв’язування відбувається таке ж розщеплення та синтез субодиниці, як і в класичному шляху. Альтернативний шлях активації комплементу повністю відрізняється від попередніх шляхів, оскільки він починається спонтанно в присутності гідролізованого С3, який потім активує інші субодиниці, які можуть бути розщеплені з утворенням С3-конвертази. У всіх трьох шляхах, як тільки синтезується C3 конвертаза, комплементи розщеплюються на субодиниці, які або утворюють на бактеріальній стінці структуру, звану мембран-атакувальним комплексом (MAК) для знищення цієї бактерії , або діють як цитокіни та хемокіни, посилюючи імунну відповідь.

## Дивіться також
- Клітинний імунітет
- Імунна система
- Поліклональна відповідь
- Серологія